# Oorlogsmonumenten bij de Sint-Jozefkerk
De drie oorlogsmonumenten bij de Sint Jozefkerk staan aan de Hessenweg in Achterveld bij Leusden in de Nederlandse provincie Utrecht. De monumenten bij de Sint-Jozefkerk gedenken in het achtereenvolgens:
- burgers (links)
- huzaren (midden)
- Canadese soldaten (rechts)

## Burgermonument
Onder de jaartallen 1940 en 1945 staan 25 namen van 25 burgers uit de vroegere gemeente Stoutenburg die in de bezettingsjaren door oorlogshandelingen omkwamen. De gedenksteen van Paradiso graniet werd onthuld op 4 mei 1990.

## Huzarenmonument
Op de witte rechthoekige gedenksteen van Engelse kalksteen (Eston) staat de kaart van Nederland afgebeeld. Hierop staan de 14 namen van huzaren die op 12 mei 1940 in de strijd tegen de bezetter zijn gesneuveld in een treffen tussen Achterveld en Terschuur. Bij deze gevechten werden ook ongeveer zestig huzaren krijgsgevangen gemaakt. De rij namen wordt afgesloten met de tekst: ACHTERVELD, 16 MEI 1990 MEDESTRIJDERS 16E REGIMENT INFANTERIE. De onthulling vond plaats op 16 mei 1990.

## Canadezenmonument

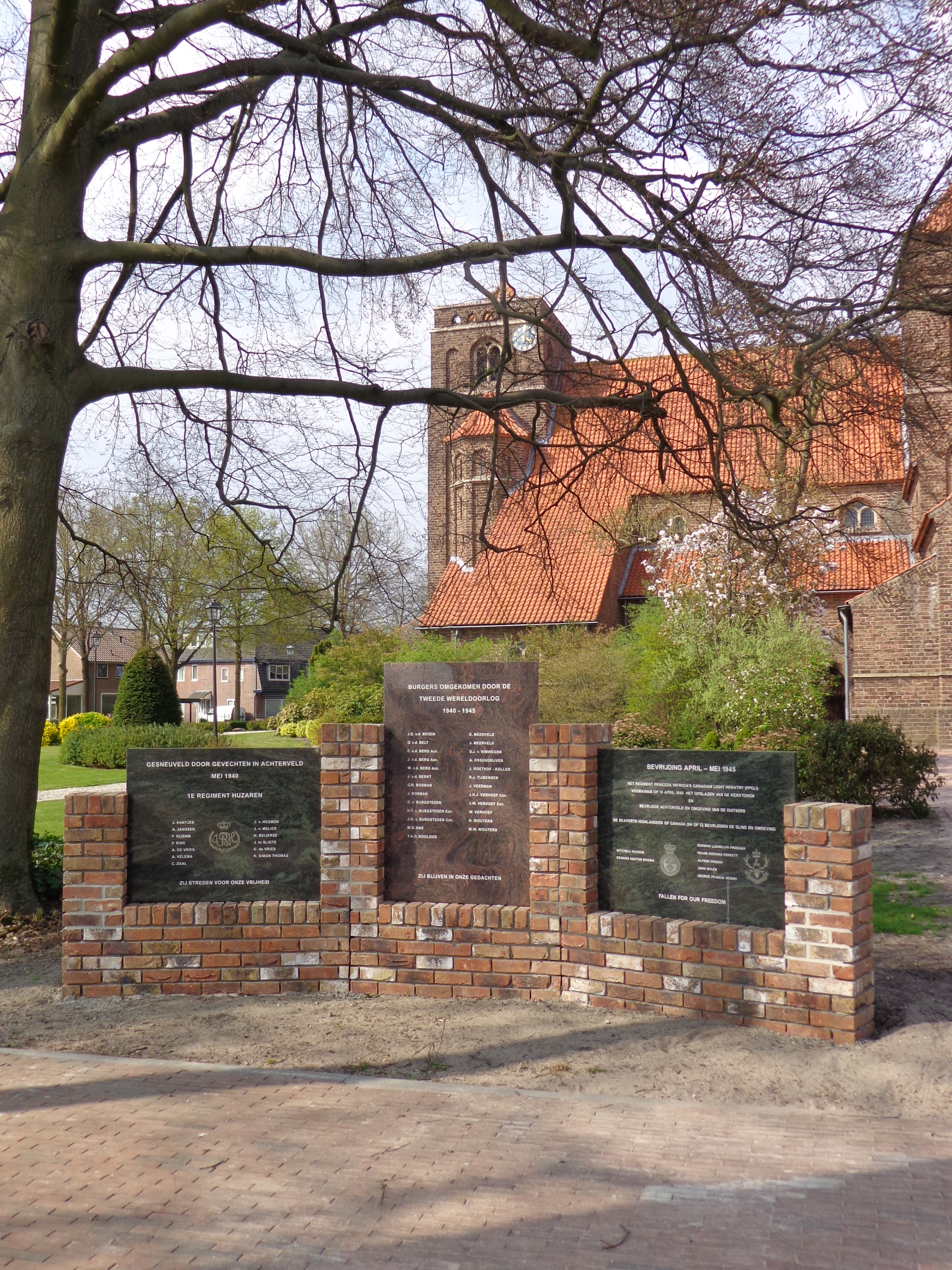
Vernieuwd monument in 2020

Deze witte zuil stond oorspronkelijk in het portaal van de Sint-Jozefkerk. De Sint-Jozefkerk, gebouwd in 1933, werd tijdens de Tweede Wereldoorlog zwaar beschadigd door granaten.
De zuil van natuursteen gedenkt de Canadese soldaten van de Princess Patricia's Light Infantery die op 18 april 1945 verhinderden dat de bezetter de kerk van Achterveld vernietigde. Op de zuil zijn twee zwartmarmeren plaquettes aangebracht. Op de bovenste plaquette staat de Engelse tekst:
'CANADIAN SOLDIERS FROM THE
PRINCESS PATRICIA'S LIGHT INFANTRY PREVENTED THE
DESTRUCTION OF THE PARISH CHURCH OF ACHTERVELD
(used as an observation post)
ON 18 APRIL 1945.
WE THANK THESE SOLDIERS WHO
SAVED THE HEART OF OUR VILLAGE.
MAY 9, 2000.'
De Nederlandse vertaling op de onderste plaquette luidt:
'CANADESE SOLDATEN OVERMEESTERDEN
OP 18 APRIL 1945 ZEVEN DUITSE SOLDATEN DIE
TRACHTTEN DE TOREN [?] TE VERNIETIGEN.
DANK AAN DEZE SOLDATEN DIE HET HART VAN
ONS DORP HEBBEN BEHOUDEN.
9 MEI 2000.

## Wijziging
Het monument is na vernieuwing in mei 2020 onthuld. Het bestaat uit een gemetselde achtergrond met daarop 3 natuurstenen panelen. 

## Andere oorlogsmonumenten in Achterveld
- Mobilisatie-monument - Jan van Arkelweg 6
- Gedenkplaat in de Moespot - Jan van Arkelweg 6
- Mobilisatie-monument - Jan van Arkelweg 6
- Voedselmonument - Jan van Arkelweg 6
- Monument voor Pierre Brisdoux - Hessenweg 112